# みさと天文台

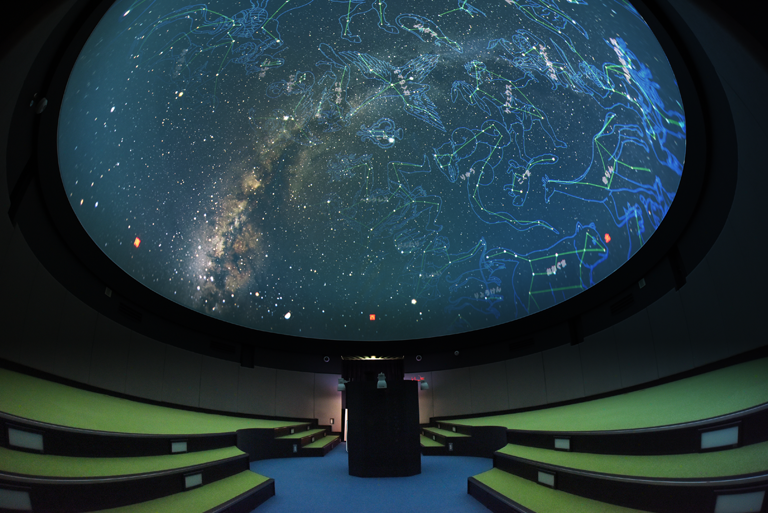
プラネタリウム

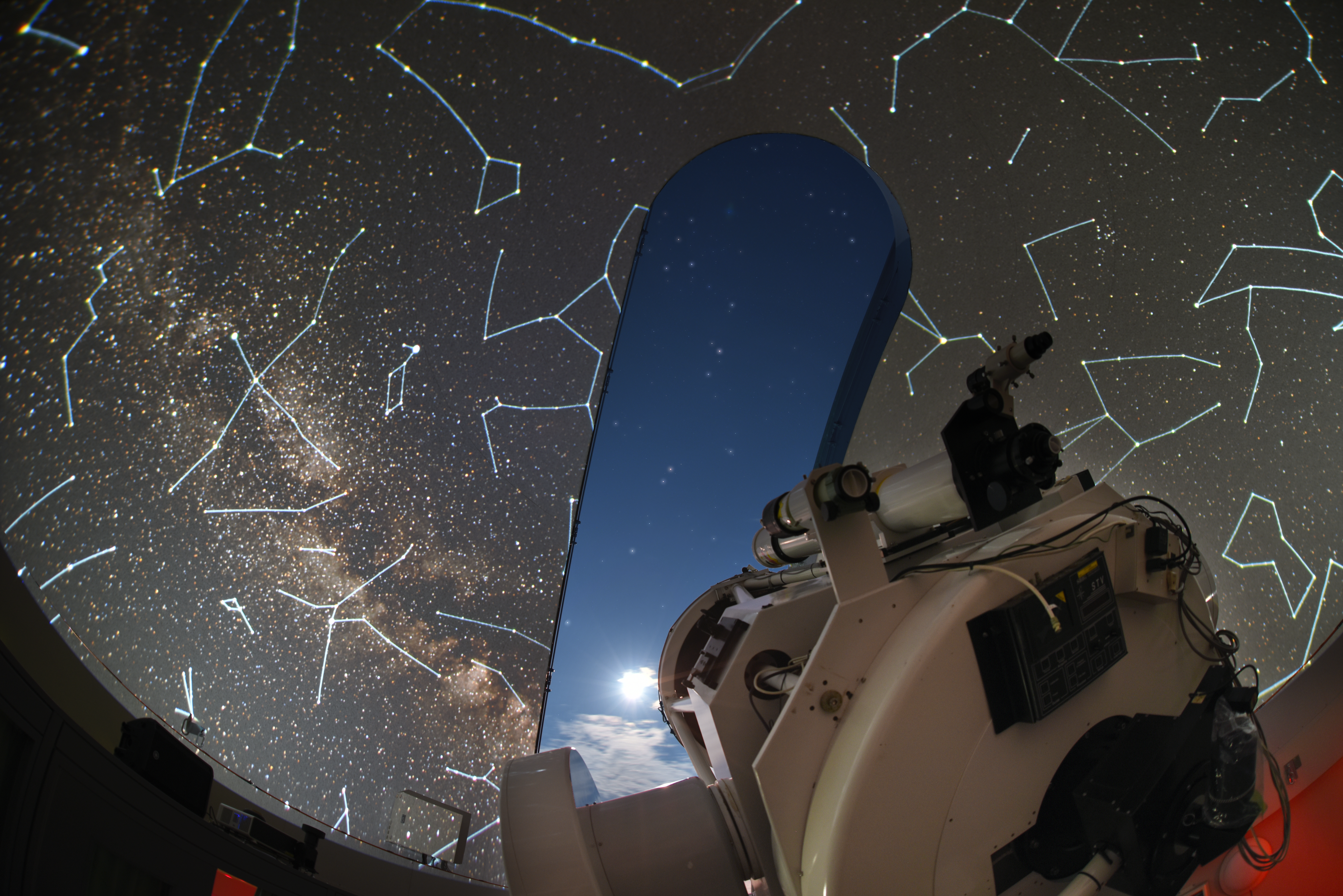
望遠鏡

みさと天文台（みさとてんもんだい）は、和歌山県海草郡紀美野町にある天文台である。条例上の正式名称は、紀美野町星の動物園（きみのちょうほしのどうぶつえん）である。

## 概要
標高430メートル地点に、1995年7月7日にオープンした。口径105cmのカセグレン式望遠鏡は、オープンした当時は公開望遠鏡としては日本一の口径を誇っていた。世界で初めて望遠鏡の映像をインターネットを利用して世界中に配信できるシステムを備えた公開天文台でもある。インターネットが普及していなかった当時としては珍しかった。
天文台として星空ツアーやプラネタリウム、全天周映画を提供するほか、周辺の森林を利用した森林浴やバードウォッチングも行える。星の動物園は総合案内所「月の館」、天文台「星の塔」、プラネタリウム棟「宙の学び舎」、芝生公園「空の庭」、8mパラボラアンテナや星の動物園バンガローなどで構成される。
2021年7月7日のリニューアルオープンでは、屋内型プラネタリウム棟「宙の学舎」（そらのまなびや）を設けて以前より投影面積や解像度をグレードアップしたほか、星の塔ベランダでプロジェクションマッピングによる夜空への投影も可能にした。望遠鏡がある天体観測ドーム内側には全天周プロジェクターを、屋外には差し渡し45メートルの展望デッキを整備したほか、「星の動物園バンガロー」を改修した。
近畿大学附属和歌山高等学校・中学校のスーパー共同利用施設。友の会というファンクラブがあり、機関誌『Mpc（メガパーセク）』発行やグッズの開発・販売も実施している。星空が見えるカフェイベントや結婚式も開催している。

### アクセス
阪和自動車道海南東ICから国道370号高野山方面へ
(1)阪和自動車道海南・海南東ICから車で(国道370号線利用)
(2)JR海南駅からタクシーで(料金5,000円程度)
(3)JR海南駅からバスで(大十バス『登山口』バス停下車)
大十バス『登山口』からタクシーで

### 年表
- 1987年- 環境庁が行った「星空の町コンテスト」で、当時の美里町は日本有数の星のきれいな町に選定された[7]
- 1995年- 7月7日開館[5]。初代台長は尾久土正己。
- 2003年- 5月1日NASAを中心に全米で催されたイベント「Space Day 2003」にて火星のインターネット中継を実施[8]
- 2005年- 3月27日みさと天文台研究員であった豊増伸治が第一回小柴昌俊科学教育賞の優秀賞を受賞[9]
- 2015年- 開館20周年と紀美野町誕生10周年を記念したイベント「星ふるさとの結婚式」を開催[10]
- 2017年- 4月28日近大附属和歌山高等学校・中学校と高等学校・中学校の教育連携 「スーパー共同利用制度に関する協定書」を締結[11]
- 2021年- 7月7日みさと天文台Verson2.0として、リニューアルオープン[12]

## 営業[13]
- 要予約
- 休館日 - 月火（祝日の場合は翌日）、年末年始

### 星空ツアー
- 時間：1回目 19:30~20:30　2回目20:30~21:30（金土のみ）　※6月7月は30分遅く開始

- 料金：大人：1,500円、小中高生：200円

### プラネタリウム（土日祝のみ）
- 時間：14:30～15:00 ※6月7月は30分遅く開始
- 料金：大人：500円、小中高生：100円

### 3Dシアター宇宙の旅
- 時間：15:30~16:00 ※6月7月は30分遅く開始
- プラネタリウムや全天周映画予約者のみ参加可能

### 全天周映画
- 時間：16:30～17:00 ※6月7月は30分遅く開始
- 料金：大人：500円、小中高生：100円

## 歴史
1987年（昭和62年）、環境庁が行った「星空の町コンテスト」で、当時の美里町は日本有数の星のきれいな町に選定された。これを契機として美里町では星を観光資源とすべく天文台の建設に乗り出し、1995年（平成7年）7月7日に開設された。天文台の設立には上田篤が関与した。研究者も数人所属し、研究機関としての機能も有した。美里町は「何もない町」であったが、天文台の開設により多くの人が訪れるようになり、周辺の町でも天文台を造ろうとする動きが見られた。初代天文台長に就任した尾久土正己は望遠鏡の口径日本一というハードではいずれ他の施設に抜かれてしまうと考え、ソフト面での強化を図るべく、当時としては珍しかったインターネットを使った情報発信を積極的に行い、天文台のみならず、美里町全体の情報化の推進に貢献した。